# Ontsira transversalis
Ontsira transversalis är en stekelart som först beskrevs av Szepligeti 1914.  Ontsira transversalis ingår i släktet Ontsira och familjen bracksteklar. Inga underarter finns listade i Catalogue of Life.